# Le Plus Heureux des milliardaires
Pour plus de détails, voir Fiche technique et Distribution.
Le Plus Heureux des milliardaires (The Happiest Millionaire) est un film musical en Technicolor réalisé par Norman Tokar, sorti en 1967, basé sur l'histoire vraie du millionnaire de Philadelphie, Anthony J. Drexel.
C’est le dernier film musical comique produit par Walt Disney, qui meurt durant sa production. Le film a été nommé pour l’Oscar du meilleur costume de Bill Thomas.

## Synopsis
L’histoire nous présente un immigrant irlandais nommé John Lawless, récemment devenu majordome dans la famille d’un millionnaire excentrique de Philadelphie, Anthony J. Drexel Biddle. Lawless se plait parmi cette famille bizarre et joue ensuite le narrateur de l’histoire de cette famille tout le long du film.
M. Biddle passe ses journées dans son école de boxe et d'opéra et à jouer avec son alligator dans son terrarium privé. À ses côtés, sa femme, Cordelia supporte ses excentricités avec constance et une certaine fierté. Les deux fils, Tony et Livingston vont eux à l’université et n’apparaissent plus au cours du film. La fille, Cordy, est un garçon manqué avec une droite foudroyante. Elle suit une scolarité par correspondance et a de ce fait peu de contact avec le monde.
Cédant à l'insistance de Cordy et de sa tante Mary, Biddle autorise Cordy à entrer dans un pensionnat où elle apprend à attirer les garçons par une technique appelée "Bye-um-pum-pum".
Cordy rencontre Angie Duke lors d'un bal et tombe amoureuse de lui. Fasciné par les voitures, Angie veut aller à Détroit afin d’y faire fortune. Au cours de l'hiver, Cordy retourne chez elle pour annoncer à ses parents sa décision d’épouser Angie.
M. Biddle est réticent mais il accepte de laisser sa petite fille épouser Angie après une démonstration de Ju-jitsu. Par la suite, Angie emmène sa fiancée à New York afin de lui présenter sa mère qui s'avère être très possessive. Les Biddle's et les Dukes se mettent d’accord sur la date du mariage.
Le stress du mariage et les remarques désagréables de la mère d’Angie éloignent Cordy et Angie peu à peu. Ils n’arrivent pas à se réconcilier, en viennent aux mains et annulent le mariage. Toute la famille est chamboulée et M. Biddle envoie John Lawless chercher Angie. John retrouve Angie dans un bar, se demandant ce qu’il fera de son avenir et essaye de le convaincre de retourner vers Cordy. Une bagarre éclate et Angie est envoyé en prison.
M. Biddle vient payer la caution pour faire sortir Angie de prison et lui fait se rendre compte à quel point Cordy l’aime toujours. Angie décide alors de se marier avec Cordy et d'aller à Detroit vivre avec elle. Malgré ses craintes et contre l'avis de sa mère,  Angie prend de l'assurance et sort alors de prison pour commencer une nouvelle vie avec sa dulcinée.

## Fiche technique
- Titre français : Le Plus Heureux des milliardaires
- Titre original : The Happiest Millionaire
- Réalisateur : Norman Tokar assisté de Paul Cameron
- Scénario : A. J. Carothers, d'après une pièce de théâtre basée sur le roman My Philadelphia Father de Cordelia Drexel Biddle et une pièce de Kyle Crichton
- Photographie : Edward Colman
- Montage : Cotton Wartbutton
- Direction artistique : Carroll Clark, John B. Mansbridge
- Décors de plateau : Emile Kuri, Frank R. McKelvy
- Costumes : Bill Thomas (conception), Chuck Keehne, Neva Rames
- Effets spéciaux : Eustace Lycett, Peter Ellenshaw
- Animation du générique : Alan Maley
- Musique : Richard M. Sherman, Robert B. Sherman
  - Superviseur, arrangeur et chef d'orchestre : Jack Elliott (en)
  - Montage : Evelyn Kennedy
  - chansons : Robert B. Sherman, Richard M. Sherman
- Chorégraphie : Marc Breaux, Dee Dee Wood
- Maquillage :  Gordon Hubbard
- Coiffure : Vivienne Zavitz
- Technicien du son : Robert O. Cook (supervision), Dean Thomas (mixeur)
- Producteur : Bill Anderson, Hugh Attwooll (associé), assisté de Tom Leetch
- Société de production : Walt Disney Pictures
- Technicien du son : Dean Thomas (mixage)
- Format : couleur (Technicolor) -  1,66:1 - son : Stereo (RCA Sound Recording)
- Genre : Comédie
- Durée : 164 min
- Dates de sortie : 
  - États-Unis : 23 juin 1967 à Hollywood, janvier 1968 (sortie nationale)
  - France : 6 octobre 1968

Sauf mention contraire, les informations proviennent des sources concordantes suivantes : Leonard Maltin, Dave Smith, John West et IMDb

## Distribution
- Fred MacMurray (VF : Jean-Henri Chambois) : Anthony J. Drexel Biddle
- Tommy Steele (VF : Jacques Duby, Jacky Piervil {chant}) : John Lawless
- Greer Garson (VF : Hélène Tossy) : Mme Cordelia Biddle
- Geraldine Page (VF : Jacqueline Porel) : Mme Duke
- Gladys Cooper (VF : Denise Grey) : Tante Mary Drexel
- Hermione Baddeley (VF : Lita Recio) : Mme Worth
- Lesley Ann Warren (VF : Paule Noëlle) : Cordelia Drexel Biddle
- John Davidson (VF : Patrick Dewaere) : Angie Buchanan Duke
- Paul Petersen : Tony Biddle
- Eddie Hodges : Livingston Biddle
- Joyce Bulifant : Rosemary
- Sean McClory (VF : Pierre Collet) : Sergent Flanagan
- Jim McMullan : Lieutenant Powell
- William Wellman Jr. (VF : Bernard Woringer) : Lieutenant Grayson
- Lou Nova (VF : Jacques Dynam) : Bill O'Brien (non crédité)
- Aron Kincaid : Walter Blakely
- Larry Merrill : Charlie Taylor
- Frances Robinson (VF : Jacqueline Porel) : Tante Gladys
- Norma Grabowsky (VF : Henri Poirier) : Joe Turner

Source : Leonard Maltin, Dave Smith, John West et IMDb

## Chansons
- Fortuosity
- What's Wrong with That?
- When a Man Has a Daughter
- I'll Always Be Irish
- Are We Dancing
- Strengthen The Dwelling
- Watch Your Footwork
- I Believe in This Country
- There Are Those
- Valentine Candy
- Bye-Yum Pum Pum
- Let's Have A Drink On It
- Detroit
- It Won't Be Long 'Til Christmas

## Sorties cinéma
Sauf mention contraire, les informations suivantes sont issues de l'Internet Movie Database.
- États-Unis : 23 juin 1967 (première à Hollywood)[3],[2], octobre 1967 (sortie prévue[3]), 30 novembre 1967 (New York), janvier 1968 (sortie nationale[3])
- Australie : 7 décembre 1967
- Japon : 9 mars 1968
- Royaume-Uni : 5 avril 1968 (première à Londres)
- Danemark : 9 août 1968
- France : 6 octobre 1968
- Suède : 7 octobre 1968
- Espagne : 28 octobre 1968 (Madrid)
- Finlande : 22 novembre 1968
- Autriche : 4 avril 1969
- Allemagne de l'Ouest : 24 avril 1969

## Origine et production
Après le succès de Mary Poppins (1964), le studio Disney décide de produire une nouvelle comédie musicale pour concurrencer les nombreux spectacles de trois heures présentés à l'époque. Walt Disney choisit l'œuvre The Happiest Millionaire adaptée à Broadway en 1956. Ce spectacle est une adaptation du livre My Philadelphia Father de Cordelia Drexel Biddle, écrite par Kyle Crichton et jouée au Lyceum Theatre à Broadway à partir du 20 novembre 1956,, inspiré par la vie des Biddle. La pièce avait été jouée au sein du studio Disney par une troupe d'employés amateurs de théâtre comprenant Roberta Shore et Peter Renaday. Renaday a joué le rôle d'Angie Duke et Shore celui de Cordy. Initialement, le scénario d'A. J. Carothers était celui d'une comédie bien ordonnée et ce n'est qu'après le succès de Mary Poppins que le projet de film s'est changé en comédie musicale,.
Les Frères Sherman ont donc rejoint Carothers pour revoir le scénario et en faire une comédie musicale et ils composent 12 chansons. Le studio Disney a déjà produit plusieurs comédies telles que L'Été magique (1963) ou Mary Poppins (1964) ayant la musique comme support principal. Le Plus Heureux des milliardaires suit ce modèle en proposant de nombreuses scènes digne de comédies musicales reliées par de la musique. Le succès de Mary Poppins a permis de dépenser sans compter sur les costumes, les décors mais aussi sur d'autres domaines. Le décor intérieur principal coûte à lui seul un demi-million de dollars, et près de 250 costumes sont confectionnés pour les seuls acteurs principaux, plus de 3 000 pour l'ensemble de la production. Le réalisateur Norman Tokar est choisi pour son expérience au sein du studio, tant pour des films que des productions télévisées.
Pour les acteurs, le rôle-titre du scénario de comédie était initialement destiné à Brian Keith, mais une fois la production réorientée vers une comédie musicale, le rôle est attribué par Carothers et les Sherman à Rex Harrison, lequel l'accepté, mais Walt Disney oppose son veto,. Burt Lancaster et Brian Keith sont aussi envisagés, mais Fred McMurray, alors sous contrat avec le studio Disney, est finalement choisi par Walt Disney,.

### Musique
Disney confie la partie musicale aux Frères Sherman, et la chorégraphie à Marc Breaux et Dee Dee Wood, tous ayant déjà travaillé sur Mary Poppins. Mais c'est Norman Tokar qui assure la réalisation du film,.
La chanson Strengthen the Dwelling a été composée pour le film Mary Poppins (1964) lors d'une lecture des versets de la Bible par la précédente nounou ; la chanson fut réutilisée à l'identique comme un exercice dans Le Plus Heureux des milliardaires.
La chanson "Detroit" contient une parole : "Detroit F.O.B." (freight on board). D'après les Frères Sherman, son origine vient de ce que Walt Disney était en train de marcher dans le couloir du studio d'animation quand il entendit les Frères Sherman la chantant ; au lieu de "F.O.B.", Disney a entendu "S.O.B." (« Son of Bitch », c.-à-d. fils de pute). Immédiatement il enfonça la porte des Frères Sherman pour leur interdire d'utiliser un tel langage. Par la suite, les Frères Sherman et Walt s’expliquèrent et tous trois rirent du quiproquo.
Une des scènes les plus intrigantes du film est le duo de danse entre le majordome Tommy Steele et un alligator de cent kilos nommé George qui avait servi dans une scène rapprochée d'un Tarzan. Walt Disney avait tenté d'utiliser un audio-animatronic mais il était trop bruyant pour le film. Toutefois, John B. Mansbridge assure que quelque images de l'alligator mécanique sont présentes dans le film final lorsque l'animal entre dans le cellier.

## Sortie et accueil
Le Plus Heureux des milliardaires est le dernier sur lequel Walt Disney appose sa touche personnelle avec son décès en décembre 1966 et malgré le fait que le film sorte un an plus tard. Ce film est une comédie musicale et la production la plus extravagante et scintillante depuis Mary Poppins (1964). Mais le film ne récolte que 5 millions d'USD, en comptant les sorties en salles de spectacles, bien loin des 31 millions de Mary Poppins.

### Comédie musicale en plusieurs versions
Le film a fait l'objet d'une première le 23 juin 1967 à Hollywood mais n'a été diffusé à travers les États-Unis qu'en janvier 1968,,. Pour profiter de l'engouement pour les comédies musicales comme Mary Poppins ou La Mélodie du bonheur le film devait être présenté à travers les États-Unis comme un spectacle itinérant à l'instar de tous les studios hollywoodiens. Mais le projet fut stoppé car le public était déjà arrivé à saturation. Toutefois plusieurs salles de spectacles ont accueilli le film entre octobre 1967 et janvier 1968,, et non des cinémas. Pour le Noël 1967, le film a été diffusé au Radio City Music Hall de New York.
Les différentes sorties du film se sont faites avec des versions différentes, 159 minutes à Los Angeles en raison de l'absence de la chanson It Won't Be Long 'Til Christmas, 141 minutes à New York et 118 minutes pour la version nationale,. Dave Smith précise que la version itinérante durait 159 minutes, 164 avec l'ouverture, 144 minutes pour la sortie nationale en stéréo et 141 minutes en version mono. Ces différents découpages sont dus aux déconvenues du studio face aux mauvais résultats du film.
Le film a été édité en vidéo en 1984, avec une durée de 141 minutes. La version de 159 minutes présentée comme complète a été diffusée Disney Channel en novembre 1984. La version originale de 164 minutes n'a été présentée pour la première fois qu'en 1984 au Filmex de Los Angeles.

### Critiques dans la presse
Bosley Crowther du New York Times considère le film comme « snobe et laborieusement sans prétention » et ajoute « heureusement que le personnage principal soit milliardaire et de la haute société sinon il n'a rien qui justifie sa place dans nos foyer ou une comédie musicale de Disney. » Judith Crist du Herald Tribune écrit que le film est « un chamallow géant mièvre avec tellement de sucre qu'il retournera la plupart des estomac des enfants. » Richard Schickel dans Life ajoute que « les qualités de Disney, travail impeccable et innovation technique, histoire croustillante, jeu d'acteur superbe sont absents du film et font apparaître une fausse nostalgie, une prédominance de personnages suaves. » Maltin en conclut que Le Plus Heureux des milliardaires est une parodie des productions Disney dans la phase commerciale tardive [des années 1960]. West cite Schickel qui déclare que « le film a été tourné comme si vingt années de l'histoire du cinéma n'avaient jamais eu lieu », car il s'oppose à cet avis. Pour West les amateurs des  comédies légères des années 1930 et 1940 ont sûrement apprécié le film pour ce qu'il est un bon moment de divertissement pour une soirée.
Variety à l'opposé considère le film comme fantastique, une comédie familiale mêlant éléments créatifs et techniques, scénario et distribution excellents, réalisation, musique et chorégraphie magnifiques. Maltin précise que Variety a pu voir la version originale de 164 minutes. L'interprétation du rôle de la bonne par Hermione Baddeley est qualifié de « formidable » par Wolfgang Reitherman et c'est pour cela qu'elle donne sa voix à Madame Bonnefamille dans Les Aristochats (1970).

## Analyse
Leonard Maltin écrit qu'il aurait été agréable de dire que ce dernier film de Walt Disney a été un succès mais ce n'est pas le cas. Il indique que la plupart des critiques considèrent que le rôle de Tommy Steele comme l'un des bons côtés du film. Mais à contrario Geraldine Page et Gladys Cooper jouent des caricatures au point que l'on peut voir le film comme une comédie de carton-pâte et non la vraie vie. Il est difficile de savoir si le film est une comédie musicale ou une simple comédie, et pour Maltin il n'est convaincant dans aucune des deux catégories. Maltin ajoute que Le Plus Heureux des milliardaires n'a ni la magie de Mary Poppins ni le côté divertissant de L'Été magique. Pour John West, le film ne tient pas la comparaison avec My Fair Lady (1956) mais il est bien mieux que ce qu'on en dit habituellement. West qualifie le film de « vivifiant, entraînant et globalement agréable » ce qu'il considère comme au-dessus des productions contemporaines comme L'Extravagant Docteur Dolittle (1967). West apprécie le jeu d'acteur de Tommy Steele et de Greer Garson ainsi que la ténacité de Lesley Ann Warren mais écrit que John Davidson est ennuyeux et Fred McMurray inégal. Pour Dave Smith, le film comporte plusieurs éléments importants comme les deux alligators malicieux, Fred MacCurray et Greer Garson qui dansent avec Tommy Steele, plusieurs numéros de danse enivrant dont une scène dans une salle de bar.

## Adaptations et produits dérivés
La cabine téléphonique de Mrs. Worth a été reproduite dans le Club 33 à Disneyland en Californie.
Les chansons du film Let's Have a Drink on It et Fortuosity sont diffusées dans les zones Main Street, USA des parcs Disneyland et autres royaumes enchantés.